# فرودگاه شیانگیون

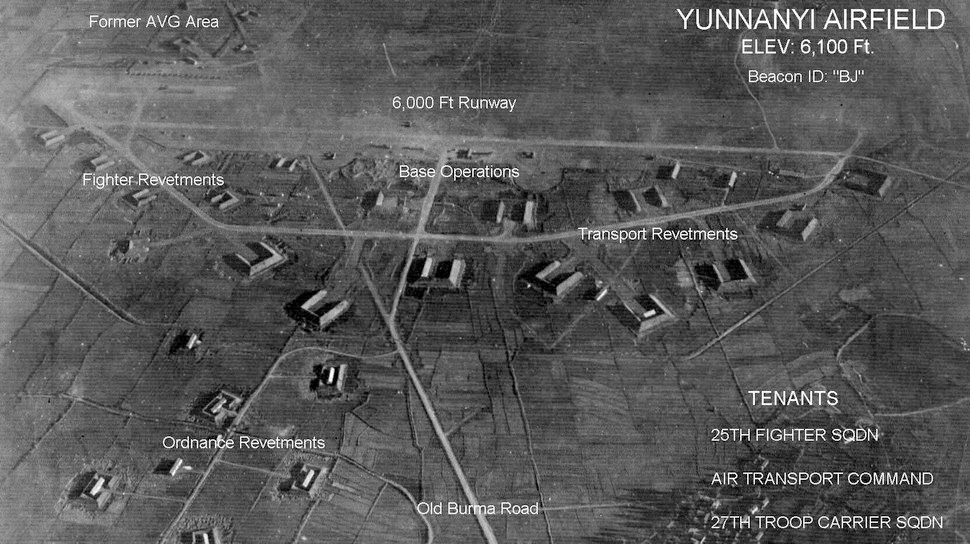
فرودگاه شیانگیون

فرودگاه شیانگیون (به انگلیسی: Xiangyun Airport) یک فرودگاه نامیعن است . این فرودگاه در کشور چین قرار دارد .